# Président de la république d'Arménie
Le président de la république d'Arménie est le chef d'État et le commandant en chef des forces armées de la république d'Arménie depuis son indépendance de l'URSS le 21 septembre 1991.
Depuis 2018, il est élu au suffrage universel indirect (par les députés) pour un mandat de sept ans, non renouvelable. La fonction de président de la République est honorifique, le Premier ministre détenant le pouvoir exécutif.
Avant la réforme de la Constitution (passage d'un régime semi-présidentiel à un régime parlementaire) adoptée en 2015, le président de la République détenait l'essentiel du pouvoir exécutif. De 1991 à 2018, il était élu au suffrage universel pour un mandat de cinq ans, renouvelable une fois.

## Élection

### Éligibilité

#### Avant la réforme de 2015
Les conditions d'éligibilité à la fonction sont les suivantes :
- être âgé d'au moins trente-cinq ans ;
- être citoyen arménien depuis au moins dix ans ;
- avoir résidé en Arménie pendant au moins les dix années précédentes ;
- jouir de la capacité électorale.

#### Depuis la réforme de 2015
Pour se présenter, les candidats doivent être âgé d'au moins quarante ans, parler couramment arménien, disposer de leurs droits civiques, ne pas avoir eu d'autre citoyenneté que celle arménienne au cours des six années précédentes et avoir résidé dans le pays depuis la même durée.
Enfin et surtout, les candidats à la présidence doivent recueillir le soutien à leur nomination d'au moins un quart des députés de l'Assemblée nationale (art. 125).

### Élection

#### Depuis la réforme de 2015
Depuis le référendum constitutionnel arménien de 2015 ayant entériné une nouvelle constitution, le président de la République est élu au suffrage indirect pour un mandat de sept ans non renouvelable par les membres de l'Assemblée nationale). Son poste est essentiellement cérémoniel. Le président est indépendant des différents partis politiques.
Est élu le candidat recueillant les voix d'au moins trois quarts du total des membres de l'Assemblée nationale]. À défaut, un second tour est organisé avec un quorum de voix abaissé aux trois-cinquièmes. Si aucun candidat n'est élu au second tour, un troisième a lieu entre les deux candidats arrivés en tête au second, et le candidat ayant réuni la majorité absolue du total des membres est élu.
Les majorités nécessaires étant basées sur le total des membres et non les suffrages exprimés, il est possible qu'aucun candidat ne soit élu même au troisième tour en cas d'abstention ou de votes blancs et nuls d'un nombre suffisant de députés. Si les trois tours se révèlent infructueux, une nouvelle élection est organisée dans les dix jours suivants la précédente.

#### Avant la réforme de 2015
Le président de la République est élu au suffrage universel direct, à bulletin secret, par les citoyens arméniens pour un mandat de cinq ans, renouvelable une seule fois.
L'élection a lieu cinquante jours avant le terme du mandat en cours et se joue à la majorité absolue. S'il y a plus de deux candidats et qu'aucun ne franchit la barre des 50 %, un second tour entre les deux candidats ayant obtenu les meilleurs résultats est organisé quatorze jours plus tard,.

### Serment et investiture

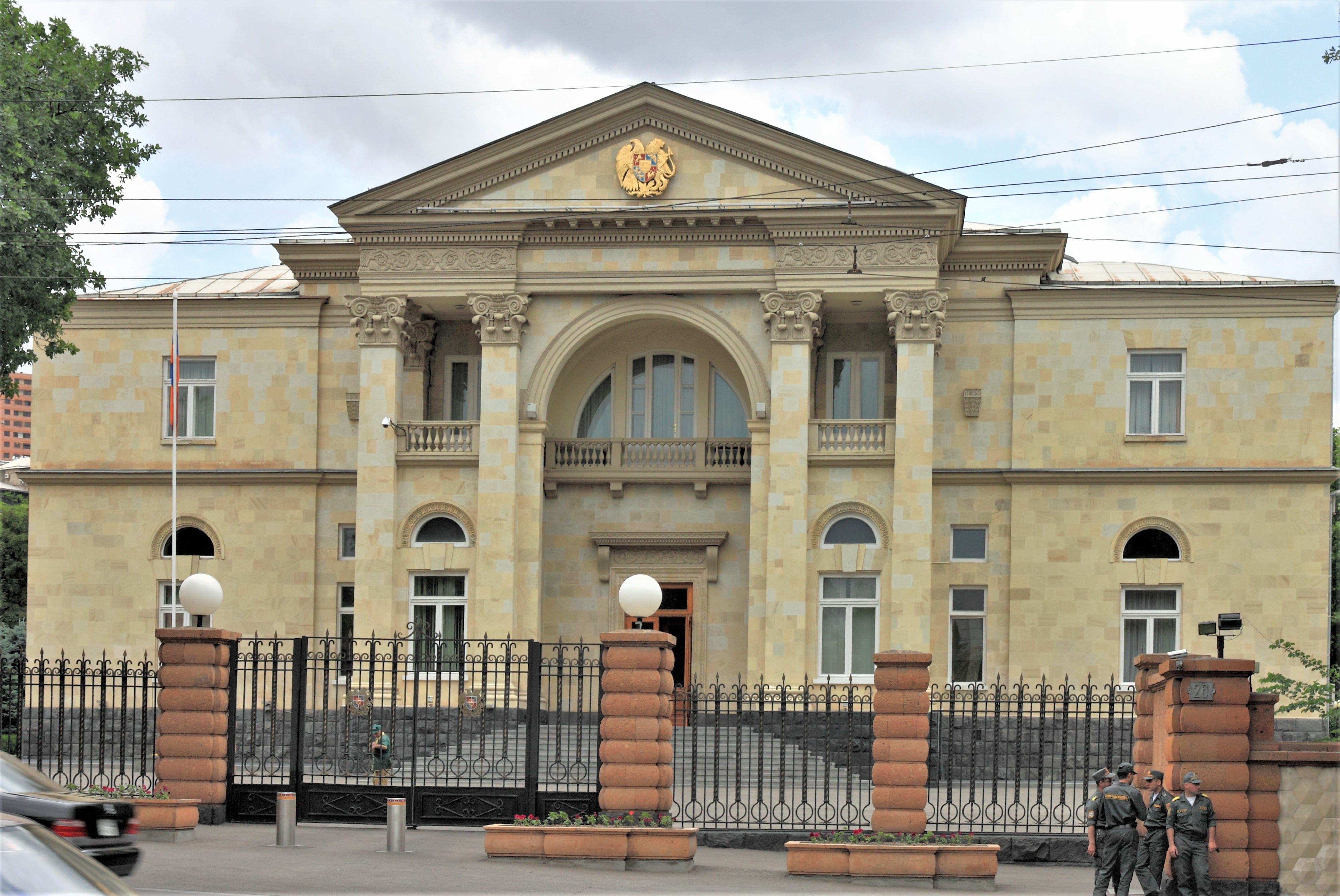
Palais présidentiel, Erevan.

Le candidat ayant remporté l'élection présidentielle est investi le jour même de l'expiration du terme du mandat en cours. Il doit prêter le serment suivant sur l'Évangile Vekhamor, devant l'Assemblée nationale :

« Ստանձնելով Հայաստանի Հանրապետության Նախագահի պաշտոնը՝ երդվում եմ. անվերապահորեն կատարել Սահմանադրության պահանջները՝ հարգել մարդու եւ քաղաքացու իրավունքներն ու ազատությունները, ապահովել Հանրապետության անկախությունը, տարածքային ամբողջականությունը եւ անվտանգությունը՝ ի փառս Հայաստանի Հանրապետության եւ ի բարօրություն  Հայաստանի Հանրապետության ժողովրդի։ »

— Article 54 de la Constitution

« Prenant les fonctions de Président de la république d'Arménie, je jure d'accomplir  sans réserve les exigences de la Constitution, de respecter les droits et les libertés de l’homme et du citoyen, d’assurer l’indépendance, l’intégrité territoriale et la sécurité de la République, pour la gloire de la république d’Arménie et pour le bien-être de son peuple. »

— Article 54 de la Constitution

### Liste des élections
L'élection présidentielle de 1991 s'est déroulée le 16 octobre 1991 et a vu le président du Conseil, Levon Ter-Petrossian, être élu à l'issue du premier tour, avec 83 % des votes.
L'élection présidentielle de 1996, tenue le 22 septembre 1996, a vu le président sortant, Levon Ter-Petrossian, être reconduit à l'issue du premier tour, avec 51,75 % des votes.
L'élection présidentielle de 1998 a eu lieu en deux tours, les 16 et 30 mars 1998, et a vu le premier ministre, Robert Kotcharian, être élu à l'issue du second tour, avec 58,91 % des votes.
L'élection présidentielle de 2003 s'est déroulée les 19 février et 5 mars 2003, et a vu le président sortant, Robert Kotcharian, être reconduit à l'issue du second tour, avec 67,44 % des votes,.
Le premier tour de l'élection présidentielle de 2008 a eu lieu le 19 février 2008. Un second tour était éventuellement prévu pour le 4 mars, mais Serge Sarkissian l'a emporté dès le premier tour avec 52,82 % des votes. L'opposition a toutefois crié au scandale et à la fraude massive. Selon les observateurs envoyés par l'OSCE, cette élection aurait pourtant grandement satisfait aux standards internationaux. Les partisans de Levon Ter-Petrossian ont néanmoins organisé des manifestations, violemment dispersées le 1er mars et ayant amené le Président à décréter l'état d'urgence.
Le premier tour de l'élection présidentielle de 2013 a lieu le 18 février 2013 ; 7 candidats ont été enregistrés, dont le président sortant. Serge Sargsian la remporte dès le premier tour avec 58,64 % des votes.
L'élection présidentielle de 2018 a lieu le 2 mars 2018. Armen Sarkissian, candidat unique de la coalition au pouvoir, a été élu par le Parlement dès le premier tour.

## Pouvoirs

Drapeau du président arménien.

### Avant la réforme de 2015
L'Arménie étant un régime présidentiel fort, les pouvoirs dont disposent son président de la République sont étendus. Énumérés à l'article 55 de la Constitution arménienne, ils consistent notamment à :
- signer et promulguer les lois (ou en renvoyer à l'Assemblée nationale pour reconsidération) ;
- émettre des décrets et ordonnances d'exécution des lois en tant que chef du pouvoir exécutif ;
- dissoudre l'Assemblée nationale et convoquer des élections législatives extraordinaires ;
- désigner et destituer le Premier ministre, ainsi que les membres de son gouvernement, sur sa recommandation ;
- présider le Comité de sécurité nationale ;
- être le commandant en chef des forces armées ;
- mener la politique extérieure du pays ;
- nommer des fonctionnaires à certains postes de l'administration ;
- nommer une partie des juges de la Cour constitutionnelle ;
- nommer sur recommandation du Conseil de justice les principaux membres du Pouvoir judiciaire ;
- recommander à l'Assemblée nationale les candidats aux postes élevés du ministère public, ainsi qu'au poste de président de la banque centrale ;
- décréter la loi martiale ou l'état d'urgence ;
- procéder à une amnistie ;
- remettre les décorations de la République.

Le président partage en outre avec l'Assemblée nationale le droit de modifier la Constitution. Par contre, il lui appartient exclusivement de convoquer le référendum sur les modifications envisagées.
Enfin, le président de la République dispose d'une immunité absolue pour tous ses actes durant son mandat. À la fin du mandat, l'immunité est maintenue pour les seuls actes accomplis dans l'exercice de ses fonctions.

## Fin prématurée du mandat
La durée d'un mandat présidentiel est normalement de cinq ans, puis de sept en 2018. Néanmoins, le président peut être destitué par l'Assemblée nationale, lorsque le président s'est rendu coupable de haute trahison ou de crimes graves, en cas de démission. Il est également remplacé en cas d'incapacité d'exercice de la charge ou de décès.
Conformément à la loi arménienne, la démission deviendra effective si elle n'est pas retirée une semaine après son annonce.

## Sources

## Compléments